# Карл Мюллерн
Карл Мюллерн (нім. Karl Müllern; 4 серпня 1879 — 20 квітня 1960) — австро-угорський, австрійський і німецький військовий медик, доктор медицини, генерал-майор медичної служби австрійської армії (14 лютого 1933) і вермахту.

## Нагороди
- Ювілейна пам'ятна медаль 1898
- Ювілейний хрест
- Пам'ятний хрест 1912/13
- Бронзова медаль «За військові заслуги» (Австро-Угорщина)
- Золотий хрест «За цивільні заслуги» (Австро-Угорщина) з короною
- Почесний знак Австрійського Червоного Хреста, офіцерський хрест з військовою відзнакою
- Орден Франца Йосифа, лицарський хрест з військовою відзнакою
- Військовий Хрест Карла
- Орден «Святий Олександр», лицарський хрест з мечами (Третє Болгарське царство)
- Пам'ятна військова медаль (Австрія) з мечами
- Пам'ятна військова медаль (Угорщина) з мечами
- Золотий почесний знак «За заслуги перед Австрійською Республікою»
- Почесний хрест ветерана війни з мечами